# Tour du Gué

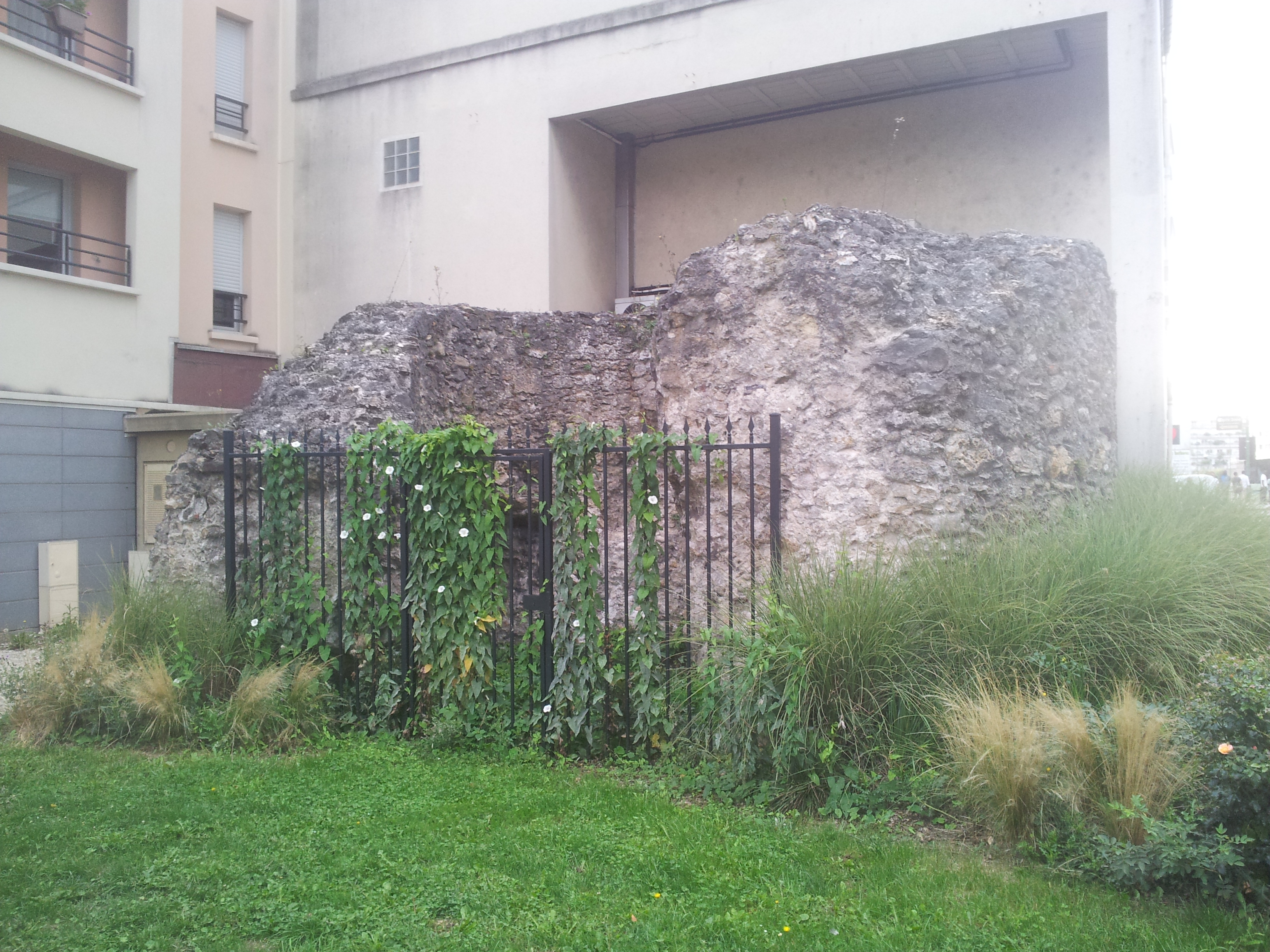
Der Stumpf des ehemaligen Wehrturmes

Die Tour du Gué (übersetzt: „Turm der Furt“ oder „Furtturm“) war ein Wehrturm in Meaux, 1488 am Ufer der Marne errichtet. Er verstärkte die bereits bestehenden Befestigungsanlagen der Stadt. Heute ist nur noch der Turmstumpf erhalten.